# جيني بيث
جيني بيث هي مغنية، ممثلة، كاتبة أغاني، مقدمة فرنسية ولدت في 24 ديسمبر 1984.

## روابط خارجية
- جيني بيث على موقع IMDb (الإنجليزية)
- جيني بيث على موقع ألو سيني (الفرنسية)
- جيني بيث على موقع ميوزك برينز (الإنجليزية)
- جيني بيث على موقع ميوزك برينز (الإنجليزية)
- جيني بيث على موقع ديسكوغز (الإنجليزية)
- جيني بيث على موقع قاعدة بيانات الفيلم (الإنجليزية)